# ديميتري رادتشينكو
ديميتري رادتشينكو (الروسية: Дмитрий Леонидович Радченко) ولد 2 ديسمبر 1970 في سانت بطرسبرغ، هو لاعب كرة قدم روسي دولي سابق كان يلعب كمهاجم. سبق له أن لعب في كأس العالم لكرة القدم مع منتخب بلاده.

## المسيرة الاحترافية

### أندية لعب لها
- زينيت سانت بطرسبرغ
- سبارتاك موسكو
- راسينغ سانتاندير
- ديبورتيفو لاكورونيا
- رايو فايكانو
- جوبيلو إيواتا
- هايدوك سبليت

## روابط خارجية
- ديميتري رادتشينكو على موقع الاتحاد الدولي (مؤرشف)  (الإنجليزية)
- ديميتري رادتشينكو على موقع رابطة كرة القدم اليابانية للمحترفين (اليابانية)
- ديميتري رادتشينكو على موقع قاعدة بيانات كرة القدم.إي يو (الإنجليزية)
- ديميتري رادتشينكو على موقع ناشيونال فوتبول تيمز (الإنجليزية)
- ديميتري رادتشينكو على موقع Soccerway.com (الإنجليزية)
- ديميتري رادتشينكو على موقع عالم كرة القدم.نت (الإنجليزية)